# Деталирование
Деталирование, деталирование сборочных чертежей — процесс создания рабочего чертежа оригинальных деталей, входящих в изделие по его сборочному чертежу. 

## Этапы деталирования
Деталирование предусматривает творческий процесс, а не простое копирование изображений и нанесение размеров. Чертёж должен выполнять в соответствии с требованиями ГОСТ Р 2.109-2023.
Состоит из этапов:
1. Изучение изображений детали, её внутренней и внешних форм.
2. Выбор количества изображений детали.
3. Выбор главного изображения. Главное изображение должно быть максимально информативным и соблюдать требования ГОСТ.
4. Выбор видов и размещение других изображений детали в условиях полного отображения форм и размеров.
5. Простановка габаритных размеров, затем простановка остальных размеров. Следует избегать избыточности размеров и проставлять их в соответствии с технологией изготовления детали. Размеры, необходимые для контроля качества изготовления детали называются справочными и отмечаются знаком *.
6. Заполнение основной надписи.